# Kaduduri
Kaduduri är ett vattendrag i Burundi.   Det ligger i provinsen Kirundo, i den norra delen av landet, 130 kilometer nordost om huvudstaden Bujumbura.
Omgivningarna runt Kaduduri är huvudsakligen savann. Runt Kaduduri är det tätbefolkat, med 319 invånare per kvadratkilometer.